# Monacos Grand Prix 2002
Monacos Grand Prix 2002 var det sjunde av 17 lopp ingående i formel 1-VM 2002.

## Resultat
1. David Coulthard, McLaren-Mercedes, 10 poäng
2. Michael Schumacher, Ferrari, 6
3. Ralf Schumacher, Williams-BMW, 4
4. Jarno Trulli, Renault, 3
5. Giancarlo Fisichella, Jordan-Honda, 2
6. Heinz-Harald Frentzen, Arrows-Cosworth, 1
7. Rubens Barrichello, Ferrari
8. Nick Heidfeld, Sauber-Petronas
9. Eddie Irvine, Jaguar-Cosworth
10. Pedro de la Rosa, Jaguar-Cosworth
11. Mark Webber, Minardi-Asiatech
12. Enrique Bernoldi, Arrows-Cosworth

### Förare som bröt loppet
- Mika Salo, Toyota (varv 69, bromsar)
- Felipe Massa, Sauber-Petronas (63, olycka)
- Olivier Panis, BAR-Honda (51, kollision)
- Jenson Button, Renault (51, kollision)
- Juan Pablo Montoya, Williams-BMW (46, motor)
- Jacques Villeneuve, BAR-Honda (44, mekanik)
- Kimi Räikkönen, McLaren-Mercedes (41, kollision)
- Alex Yoong, Minardi-Asiatech (29, olycka)
- Takuma Sato, Jordan-Honda (22, snurrade av)
- Allan McNish, Toyota (15, olycka)